# Amanibakhi
Amanibakhi est un roi koushite de Napata. Son règne date du IVe siècle avant notre ère.
Amanibakhi est le successeur d'Akhraten et le prédécesseur de Nastasen.

## Sépulture
Le lieu de sépulture d'Amanibakhi n'est pas connu.